# Giant Forest Ranger Residence
La Giant Forest Ranger Residence est une maison du comté de Tulare, en Californie, dans le sud-ouest des États-Unis. Située dans la Giant Forest du parc national de Sequoia, cette habitation a été dessinée par Merel Sager dans le style rustique du National Park Service. C'est une propriété contributrice au district historique de Giant Forest Village-Camp Kaweah, un district historique inscrit au Registre national des lieux historiques depuis le 22 mai 1978.